# アスティ大垣
アスティ大垣（アスティおおがき）は、岐阜県大垣市にある大垣駅の駅ビル（複合商業施設）。東海旅客鉄道の連結子会社である名古屋ステーション開発が運営する。ASTY大垣とも表記される。
JR東海道本線・養老鉄道・樽見鉄道大垣駅に直結している。

## 概要
1986年（昭和61年）3月19日、6階建て（床面積約13,000m2）の駅ビル「アピオ」として開業した。
かつては1階から6階まで様々な店舗が入居していたが、2000年代に大垣市内に大型商業施設が次々と開業した影響で、入居する店舗数は減少。2007年（平成19年）に大垣駅北口にアクアウォーク大垣が開店するとさらに店舗が減少し、それに伴い5階と6階は閉鎖された。2010年代になると、店舗として使用される床面積は約5,200m2までに縮小された。
建物の老朽化もあり、2018年（平成30年）8月31日をもって「アピオ」としての営業を終了。大規模な改修を行い、2019年（平成31年）4月25日にアスティ大垣として開業した。
「アピオ」時代には様々な店舗が混在していたが、アスティ大垣へのリニューアル後は、店舗は1階から3階のみとし、1階を飲食フロア、2階を日用品中心のフロア、3階をサービスや雑貨のフロアとした。4階と5階は閉鎖、6階は貸事務所および貸会議室としている。

### 所在地
- 岐阜県大垣市高屋町1丁目1-145

## 主な店舗
営業時間・休業日は店舗により異なる。
1階
- ファミリーマート
- OSOZAi＋バル 美濃味匠
- 世界の山ちゃん
- サイゼリヤ
- おらが蕎麦

2階
- マツモトキヨシ
- ヴィ・ド・フランス
- 成城石井
- カネ井青果
- ドトールコーヒーショップ

3階
- キャンドゥ
- 河合塾マナビス